# SN 1989T
SN 1989T – supernowa odkryta 26 października 1989 roku w galaktyce A014702+0159. W momencie odkrycia miała maksymalną jasność 20,00m.